# HubiC
hubiC était un service de stockage et de partage de copies de fichiers locaux en ligne proposé entre décembre 2011 et septembre 2022 par la société française OVH. L'offre grand public est surnommée hubiC pour « Hub in the Cloud ». En 2018, après plusieurs années sans nouveauté, le service n'accepte plus de nouvelles inscriptions. Quatre ans plus tard, en 2022, hubiC ferme définitivement ses portes.

## Histoire
OVH lance fin 2011 son tout nouveau service de stockage dans les nuages et se fait rapidement un nom grâce à son offre de stockage illimitée à un coût très bas. Afin de se différencier des autres services similaires la version gratuite permettait de stocker jusqu'à 25 Go de données,, et deux versions payantes étaient découpées en deux paliers qui permettaient de stocker soit 100 Go (hubiC perso) ou soit en illimité (hubiC premium). Ces offres étaient proposées pour 11,95 € et 83,71 € par an respectivement.
Selon le magazine de presse informatique spécialisé PCWorld, hubiC serait « le premier service du genre à proposer une capacité de stockage illimitée à ses abonnés pour un tarif très abordable ». Durant cette période se créent jusqu’à 3 000 comptes par heure et 40 To de données sont déposés chaque semaine.
Début 2013 marque l'arrêt de l'offre illimitée et une hausse générale des tarifs, soit un peu plus d'un an après le lancement du service. Deux nouveaux paliers apparaissent en plus des 100 Go, soit 500 Go et 1 To. L'offre gratuite offrant 25 Go reste d'actualité.
Le 6 février 2014, OVH dévoile de nouvelles offres. Aux côtés de la formule 25 Go, inchangée, le tarif pour 100 Go est revu à la baisse tandis que l'offre 1 To est remplacée par une offre 10 To.
Fin mai 2018, OVH annonce la fin des nouvelles inscriptions de comptes et du développement de l'offre. L'hébergeur précise qu'aucun compte et aucune données ne seront supprimées et indique la possibilité d'une reprise du service par un « acteur européen capable de proposer une offre de stockage pour tous dans le respect des valeurs d’OVH ».
Le 3 mai 2022, OVH annonce la fermeture prochaine du service et invite ses utilisateurs à récupérer leurs fichiers ; il est également précisé qu'un « nouveau service, résolument enrichi et tourné vers l’avenir, va prochainement voir le jour, à des conditions différentes ».
Le 30 septembre 2022, le service est définitivement fermé, et la page d'accueil du service renvoi désormais vers Shadow Drive, un service en préparation chez OVH.

## Accueil critique
Le service proposé par OVH reçoit un accueil mitigé. En effet, bien que le coût du stockage soit très avantageux vis-à-vis des prix des services concurrents de nombreux dysfonctionnements sont rapportés par la presse et les utilisateurs sans que OVH n'apporte de réponse. En février 2018, dans un comparatif des solutions de stockage en ligne, Next INpact concluait en l'impossibilité de recommander ce service face à la concurrence en raison des nombreux points négatifs tels que son manque de fiabilité, la variabilité des taux de transfert et le manque de fonctionnalités.

## Caractéristiques techniques
Ce service d’informatique en nuage est accessible via n'importe quel navigateur Web, mais aussi en utilisant un client multi-système d'exploitation : sous Macintosh, MS Windows, (en version bêta pour cette dernière, en date de novembre 2016).
Ce client permet d'utiliser hubiC de manière transparente, les fichiers localisés sur le répertoire sauvegardé du disque dur de l'ordinateur étant copiés sur le serveur après chaque enregistrement.
L'hébergement des données est fait en France,, avec une volonté d’avoir un cloud pour lequel les serveurs sont hébergés dans l’Hexagone,.
Ceci implique que les données, à l'inverse de services identiques américains, ne tombent pas sous le coup du USA PATRIOT Act (autorisant les services de sécurité à accéder aux données informatiques détenues sans autorisation aux États-Unis), mais sont soumises à la législation française. Depuis l'affaire PRISM de 2013, le fondateur Octave Klaba a indiqué que le service est plus populaire, et que sa croissance s'est accélérée,,,. Les serveurs sont localisés à Roubaix,, Gravelines, et Strasbourg.

### Services commerciaux équivalents
- OwnCloud
- Ubuntu One
- Oodrive
- Box.net
- Dropbox
- Seacloud
- Infinit
- Eurofiles
- kDrive